# Nir Barkat
Nir Barkat (Hebreeuws: ניר ברקת) (Jeruzalem, 19 oktober 1959) is een Israëlische ondernemer. Hij was van 2008 tot 2018 de negende burgemeester van Jeruzalem sinds de oprichting van de staat Israël in 1948. Sinds 2019 heeft hij namens Likoed zitting in de Knesset.

## Biografie
Barkat bracht zijn jeugd door in Jeruzalem. Tijdens zijn militaire diensttijd was hij zes jaar aan het leger verbonden, behaalde de rang van majoor en vocht als bevelvoerend paratrooper in de Eerste Libanonoorlog. Aan de Hebreeuwse Universiteit van Jeruzalem behaalde hij een bachelor in de computerwetenschappen.
In 1988 stond hij mede aan de wieg van het informaticabedrijf BRM Technologies dat toonaangevende antivirussoftware ontwikkelde en zich later ook in het zogeheten durfkapitaal begaf. Verder heeft hij activiteiten ontplooid in de non-profitsector, onder andere op het gebied van scholing en werkverschaffing.

### Politieke carrière
Barkat fungeerde vijf jaar als leider van de oppositie in de gemeenteraad van Jeruzalem. Oorspronkelijk was hij lid van Likoed. Eind 2005 volgde hij toenmalig premier Ariel Sharon naar Kadima maar stapte later ook uit die partij nadat Ehud Olmert als opvolger van Sharon zich voor een deling van Jeruzalem had uitgesproken. Sindsdien was hij partijloos.
Miljonair Barkat vergaarde zijn fortuin in onder meer de informatietechnologie. Als seculier en rechts politicus slaagde hij er op 11 november 2008 in 52 procent van de stemmen te verwerven voor het burgemeesterschap van Jeruzalem. Hij versloeg rabbijn Meir Porush, de kandidaat van de ultraorthodoxe joden. De opkomst bedroeg 41 procent. Om het burgemeesterschap te verkrijgen, had hij zich van de steun verzekerd van de rechtse nationalisten. Deze zijn ook overwegend religieus, zij het minder orthodox. De inwoners van Jeruzalem bestaan steeds meer uit ultraorthodoxe joden, meer dan een kwart van de stadsbevolking behoort daar reeds toe, reden waarom eveneens linkse kiezers op hem stemden. Zijn voorganger was de ultraorthodoxe Uri Lupolianski, die in 2003 Barkat bij zijn eerste poging om burgemeester te worden ternauwernood voorbijstreefde.
Barkat, die als portefeuille onderwijs had en zich wilde laten gelden als de burgemeester van alle Jeruzalemmers, verklaarde het levenspeil van de Palestijnen op een hoger plan te willen brengen door voor hen sociaaleconomische investeringen te laten uitvoeren teneinde een mogelijk oproer onder hen te voorkomen. De Palestijnse Jeruzalemmers stemden zoals gebruikelijk niet, omdat zij de zeggenschap van Israël over Oost-Jeruzalem niet erkennen. Zij zien het stadsbestuur als een bezettingsbestuur. Barkat staat positief tegenover een verdere 'verjoodsing' van Jeruzalem en heeft het voornemen de stad naar het oosten uit te breiden. Onder geen beding wilde hij Jeruzalem verdelen onder Palestijnen en Israëliërs. Tijdens de campagne beloofde hij de Joodse religieuze kolonisten geen strobreed in de weg te leggen bij hun pogingen zich in Oost-Jeruzalem te vestigen. Barkat wist begin september 2014 de bouw van 2.200 nieuwe woningen voor Palestijnen in het Arabische stadsdeel Arav al-Swahara erdoor te krijgen. Anno 2018 is daarvan echter nog niet een woning gebouwd.
Als Jeruzalems burgemeester vormde hij een coalitie bestaande uit Meretz, de Nationaal-Religieuze Partij, Jisrael Beeténoe en Hitorerut Yerushalayim alsmede (een week na zijn installatie toegevoegd) het Verenigd Thora-Jodendom.
Barkat wilde zijn burgemeesterschap niet voortzetten en liet zich namens Likoed in de Knesset verkiezen. Na de parlementsverkiezingen van april 2019 werd hij op 30 april in de 21ste Knesset beëdigd. Ook na de verkiezingen van maart 2020 werd hij verkozen, in de 23ste Knesset.

## Familie
Zijn vader is Zalman Barkat, emeritus hoogleraar in de natuurkunde aan de Hebreeuwse Universiteit van Jeruzalem. Nir Barkat is getrouwd en heeft drie dochters.